# Ruth Meyer (Politikerin)

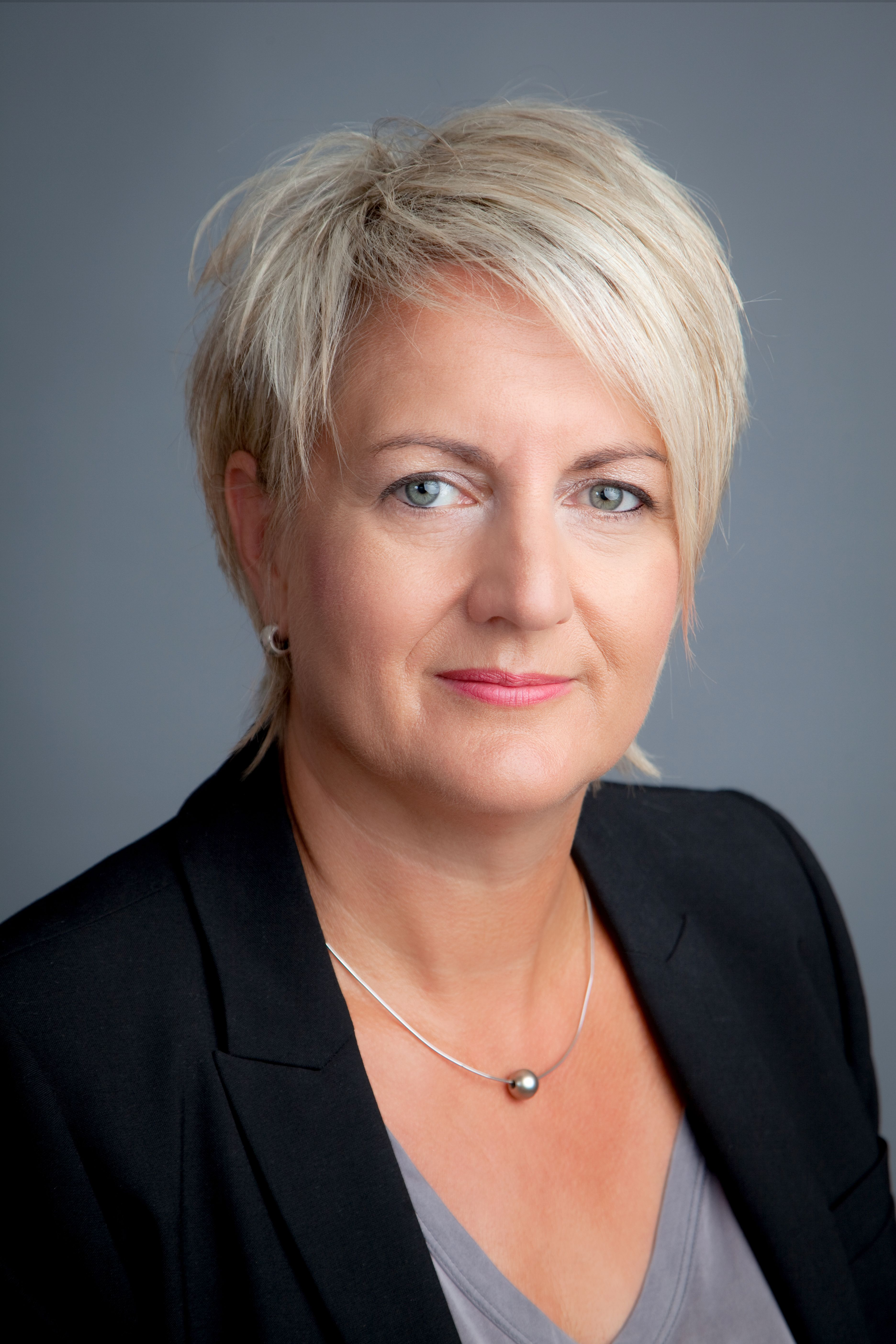
Ruth Meyer (2016)

Ruth Meyer (* 22. August 1965 in Theley) ist eine Politikerin der CDU. Sie war von 2012 bis 2020 Mitglied des saarländischen Landtags. Seit 1. Mai 2020 ist sie Direktorin der Landesmedienanstalt Saarland.

## Ausbildung und Beruf
Ruth Meyer erlangte 1984 am Cusanus-Gymnasium St. Wendel ihr Abitur und studierte anschließend Erziehungs- und Politikwissenschaften sowie Sozialpsychologie an der Universität des Saarlandes. Ihr Studium schloss sie als Magister Artium ab. Parallel studierte sie Sprechwissenschaft und Sprecherziehung bis 1991. Anschließend arbeitete sie zunächst als freiberufliche Kommunikationstrainerin bis 1994 und wurde anschließend Frauenbeauftragte des Landkreises St. Wendel. 2001 bis 2012 war sie dort Leiterin des Hauptamtes. 2012 wurde sie in den Landtag des Saarlandes gewählt.
Seit 1. Mai 2020 ist sie Direktorin der Landesmedienanstalt Saarland.

## Familie
Ruth Meyer ist verheiratet und hat einen Sohn. Sie lebt mit ihrer Familie in St. Wendel.

## Partei und Politik
Meyer trat 2001 in die CDU sowie in die Frauen Union ein. Bei der Landtagswahl 2012 wurde sie in den Landtag des Saarlandes gewählt. Sie war Mitglied in den Ausschüssen Wissenschaft, Forschung und Technologie, Bildung, Kultur und Medien sowie Inneres und Sport. Außerdem war sie innen- und kommunalpolitische Sprecherin der CDU-Landtagsfraktion. Zudem war sie Mitglied des Bundesfachausschuss Innenpolitik der CDU Deutschlands. Mit Übernahme der Leitung der Landesmedienanstalt am 1. Mai 2020 gab sie ihr Landtagsmandat ab. Für sie rückte Sandra Johann nach.
Seit 2013 führt Ruth Meyer die Frauen Union im Landkreis St. Wendel als Kreisvorsitzende. Sie war stellvertretende Kreisvorsitzende der CDU von 2014 und übernahm 2018 den Vorsitz des Ortsverbandes. Aus beruflichen Gründen gab sie diesen 2021 ab.

## Ehrenamt
Seit 1985 engagiert Ruth Meyer sich in der Deutschen Gesellschaft für Sprechwissenschaft und Sprecherziehung e.V. (seit 1985). Außerdem ist sie Mitglied der Lebenshilfe St. Wendel (seit 2004) und des Deutschen Roten Kreuzes, Ortsverband St. Wendel (seit 2009). Als Fördermitglied unterstützt sie seit 1999 den Landfrauenverein St. Wendel. Seit 2012 ist sie Mitglied im Zukunfts-Energie-Netzwerk St. Wendeler Land e.V. und seit 2016 im Weißen Ring. Seit Ende 2018 ist Ruth Meyer Vorsitzende des Schulvereins des Cusanus-Gymnasium, St. Wendel.